# Helix (oreille)
Pour les articles homonymes, voir Helix.
L' hélice (Helix) désigne en anatomie humaine le bord externe proéminent de l'auricule.
Là où l'hélice tourne vers l'arrière, un petit tubercule est parfois observé, à savoir le tubercule auriculaire de Darwin . 

## Images

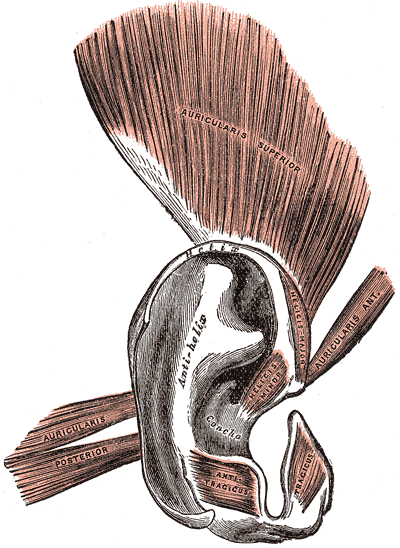
Les muscles de l'auricula.
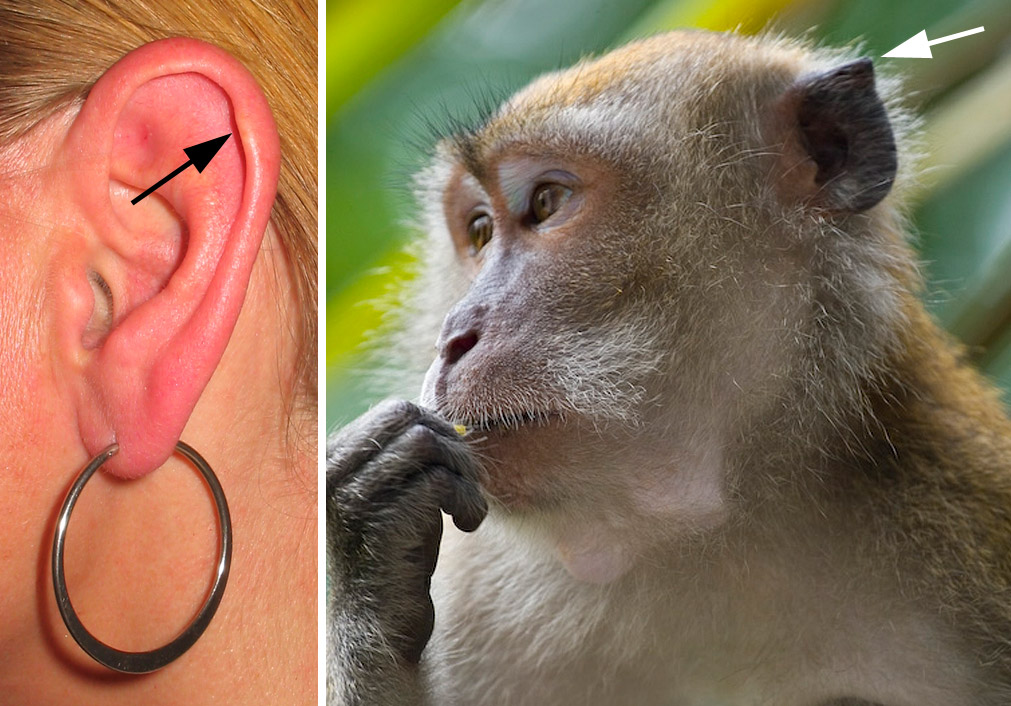
Gauche: tubercule de Darwin. A droite: le point homologue chez un macaque .
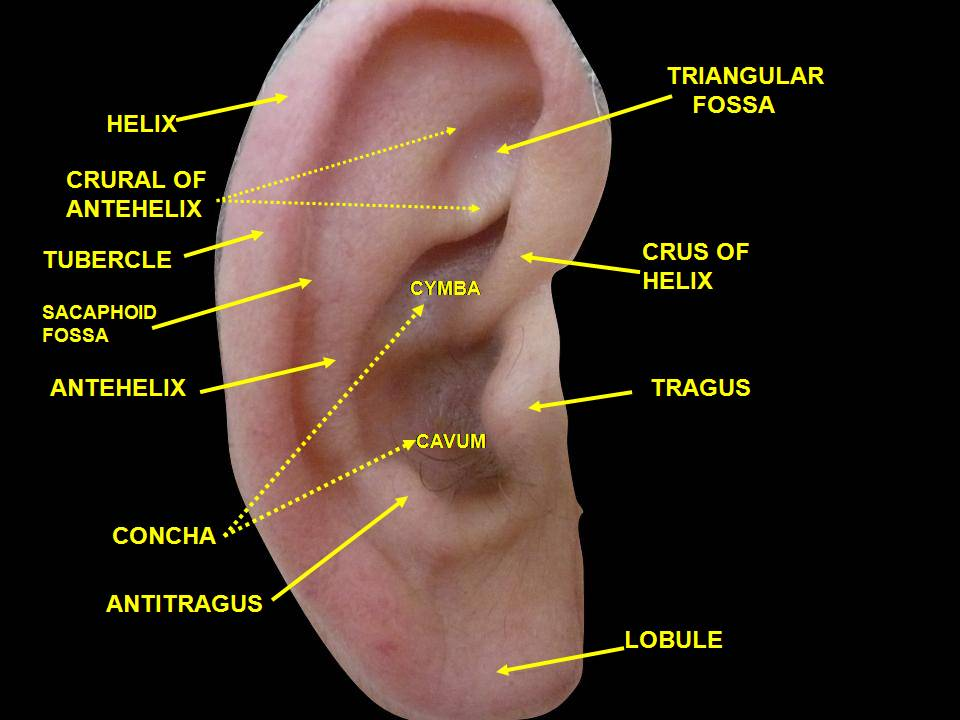
Oreille externe. Auricule droite. Vue latérale.
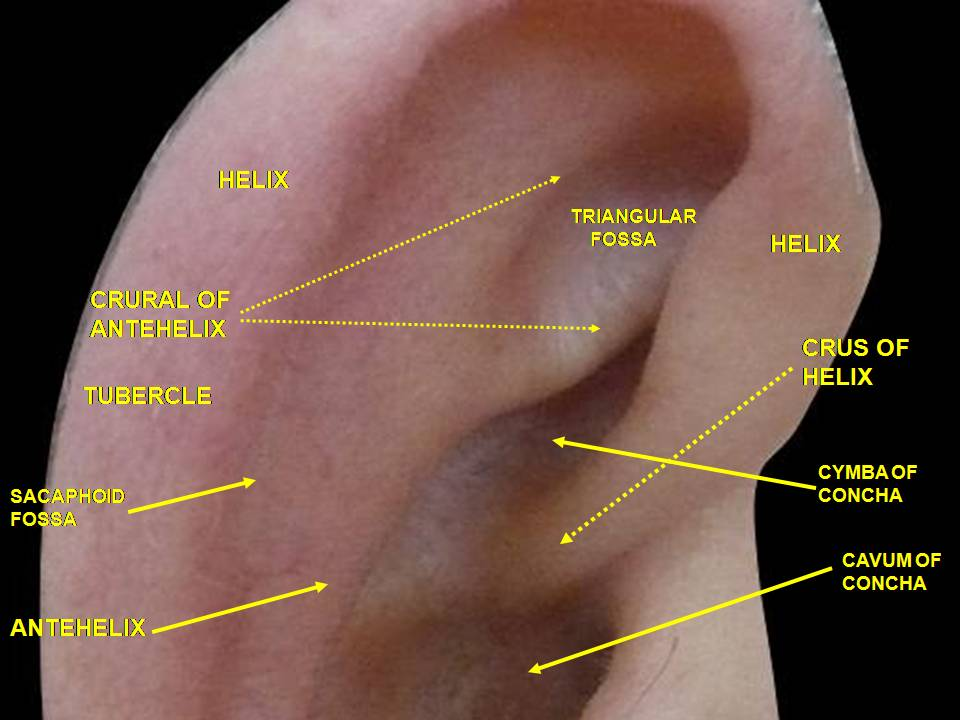
Oreille externe. Auricule droite. Vue latérale.
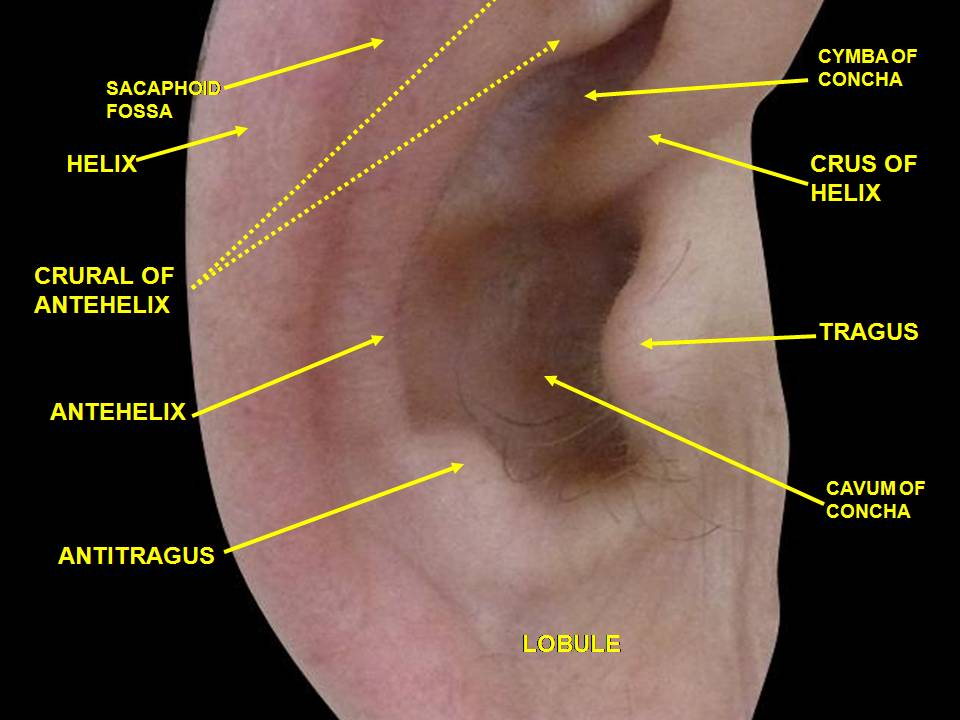
Oreille externe. Auricule droite. Vue latérale.

## Voir également
- Oreille
- Anatomie humaine
- Cartilage
- lymphocytome borrélien du lobe de l'oreille
- Oreille de Mozart